# Allumersat
L'Allumersat (o Agdlumersat, danese Bjørnesund) è un fiordo della Groenlandia di 50 km. 
Si trova a 62°57'N 50°05'O; appartiene al comune di Sermersooq.